# José Ballester Gozalvo
José Ballester Gozalvo (El Cabanyal, 1 de març de 1893 - París, 25 de juliol de 1970) va ser un mestre, advocat, periodista i polític valencià. Va ser un membre actiu del Govern de la República en l'exili, des del qual va assetjar als governs de França i els Estats Units pel seu col·laboracionisme amb la dictadura franquista, i en la seua joventut, fundador del Llevant FC, actual Llevant UE.

## Biografia
Ballester Gozalvo, va ser un dels tretze fills que va tenir Vicente Ballester Fandos, conegut en El Cabanyal com mestre Vicentico. En 1909 –amb catorze anys– figura com a impulsor i primer president del Llevant FC; però orienta la seua vocació cap a l'ensenyament, aconseguint el títol de mestre i doctorant-se, més tard, en Dret. Es trasllada a Madrid, on es registra la seua alta com a soci de l'Ateneu amb data 10 de febrer de 1918, i del qual seria membre de la Junta de Govern, amb presidència de Miguel d'Unamuno, després de les eleccions internes celebrades el 8 de juny de 1933. Integrat en el moviment de renovació pedagògica de l'Escola Nova, va ser catedràtic de l'Escola Normal de Segòvia des de 1920 –on coincideix i fa amistat amb Machado– i de la de Toledo a partir de 1928. La seua alta en el Col·legi d'Advocats de Madrid data de setembre de 1927, obrint despatx a Madrid. En 1929 participa en la fundació del Partit Republicà Radical Socialista i al començament de 1931 figura com a president del Centre Republicà de Toledo.
Inicia la seua carrera política en ser triat regidor de l'Ajuntament de Toledo en les eleccions de 1931, ocupant l'alcaldia durant sis mesos com a diputat del Partit Republicà Radical Socialista; càrrecs que deixaria quan en 1933 es va traslladar a Madrid com a professor de l'Escola Normal Central i vocal del Patronat de les Missions Pedagògiques. En aquell període també desplega certa activitat periodística fundant el periòdic La Lucha a Toledo en 1932, i com a corresponsal de La Voz Valenciana i col·laborador en La Semana Gráfica.
Durant la revolució de 1934, és detingut i empresonat. Després del triomf del Front Popular el 16 de febrer de 1936, és sol·licitat per al càrrec de director general de Primer Ensenyament, amb Francisco Barnés al capdavant del Ministeri Instrucció Pública. Després del pronunciament del 17 i 18 de juliol de 1936 que provoca la guerra civil espanyola, Ballester és nomenat assessor jurídic de la Presidència de Govern, i més tard, a Barcelona, s'encarrega de l'Auditoria General de Guerra de la Comandància Militar de Catalunya.

### Exili
Perduda la causa republicana, Ballester es va instal·lar a París. En 1942 el Tribunal Especial de Repressió de la Maçoneria i el Comunisme el va condemnar en rebel·lia a trenta anys de presó. A través de la seua amistat amb Herriot, president de l'Assemblea Nacional francesa, va aconseguir el lloc de cap de la secció espanyola de la Biblioteca del Parlament de França. També va col·laborar en l'editorial Aristides Quillet com a director científic de les obres en castellà. Al febrer de 1945 va publicar a Montpeller En el destierro, relat de reflexions històric-biogràfiques reeditat el 2012 per Llibres de la Drassana.
Però el més interessant potser de la seua vida en l'exili va ser l'activitat política, exercint diversos càrrecs, com a sotssecretari d'Estat en el Govern de la República en l'exili, vicepresident de la Lliga Espanyola de l'Ensenyament, directiu de l'Ateneu Iberoamericà de París, president d'Izquierda Republicana i de la Lliga Espanyola de Drets Humans, càrrec des del qual –durant els trenta-un anys que va viure a França– va denunciar davant les Nacions Unides la política de Franco. En la dècada de 1960 es va afiliar al PSOE, en la seua secció parisenca.
Va morir a París als setanta-set anys d'edat.

## Obres
- Colaboración del médico y el maestro en la labor educativa (Madrid, 1919)
- Colaboración de los maestros en la orientación profesional (Madrid, 1930)
- La escuela única (Valencia, 1930)
- Tres nombres olvidados en la historia de la pedagogía española (Madrid, 1936)
- La nueva ley electoral en la U.R.S.S. (Valencia, 1938)
- Historia general del arte (París, 1947) en colaboración
- La república moderna: Proposiciones (París, 1963) en colaboración
- En el destierro (Montpellier, 1945 / Valencia, 2012)

## Epònims
A València, un Institut d'Educació Secundària del barri de Torrefiel porta el seu nom.